# Nantillois
Nantillois ist eine französische Gemeinde mit 63 Einwohnern (Stand: 1. Januar 2022) im Département Meuse in der Region Grand Est (vor 2016: Lothringen). Die Gemeinde gehört zum Arrondissement Verdun, zum Kanton Clermont-en-Argonne und zum Gemeindeverband Pays de Stenay et du Val Dunois. 

## Geographie
Nantillois liegt etwa 25 Kilometer nordwestlich von Verdun. Umgeben wird Nantillois von den Nachbargemeinden Cunel im Norden, Brieulles-sur-Meuse im Norden und Osten, Septsarges im Osten und Südosten, Montfaucon-d’Argonne im Süden, Épinonville im Südwesten sowie Cierges-sous-Montfaucon im Westen und Nordwesten.

## Bevölkerungsentwicklung
| Jahr                       | 1962 | 1968 | 1975 | 1982 | 1990 | 1999 | 2006 | 2011 | 2019 |
| Einwohner                  | 129  | 121  | 91   | 90   | 81   | 73   | 80   | 72   | 64   |
| Quellen: Cassini und INSEE |      |      |      |      |      |      |      |      |      |

## Sehenswürdigkeiten
- Kirche La Nativité-de-la-Bienheureuse-Vierge-Marie (Mariä Geburt)

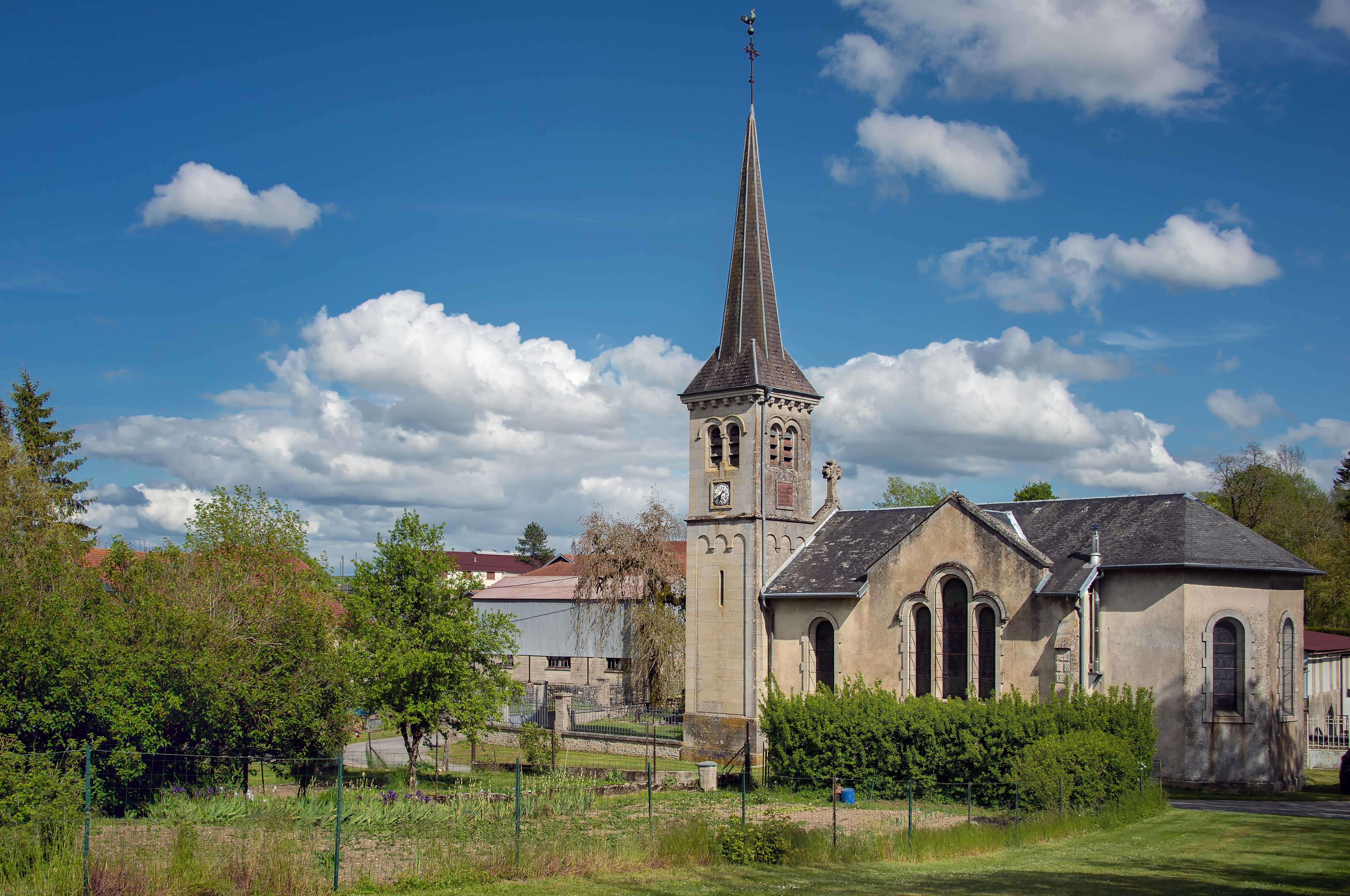
Kirche Mariä Geburt

- Deutscher Soldatenfriedhof